# Jacob ten Starte
Jacob ten Starte was de eerste drost van Bredevoort vanaf het jaar 1526 tot aan zijn dood in 1534.

## Levensloop
Karel van Gelre had de Heerlijkheid Bredevoort weer naar zich toe getrokken, en had aan graaf Arnold van Bentheim-Steinfurt daarvoor 8.000 goudguldens afbetaald. De opvolger van Evert van Lintelo die als rentmeester op de heerlijkheid geplaatst was, werd Jacob ten Starte. Ten Starte werd vermoedelijk in Hattem geboren. Hij was rentmeester van Salland, en hield de stad Zwolle in toom in opdracht van de hertog. Op 23 februari 1526 gaat de Heerlijkheid Bredevoort weer over onder Gelders bestuur nadat de graaf van Bentheim een blunder had begaan. Ten Starte werd aangesteld als nieuwe drost, en volgens een akte zou hij de onderhorigen in de heerlijkheid onder de oude rechten en privileges besturen. Hij had ook een rentmeester genaamd Albertus ter Helle in dienst. Samen besturen ze de heerlijkheid met harde hand, zo hard dat zelfs een leegloop in de gehele heerlijkheid dreigde! Na zijn dood werd Ten Starte opgevolgd door Maarten van Rossum en werd in Winterswijk onder zijn leiding een rechtszaak gehouden in 1549.

## Boek
Streekschrijver Henk Krosenbrink heeft een roman Enneken geschreven gabasseerd op deze drost.